# Pardosa angustifrons
Pardosa angustifrons är en spindelart som beskrevs av Lodovico di Caporiacco 1941. Pardosa angustifrons ingår i släktet Pardosa och familjen vargspindlar.
Artens utbredningsområde är Etiopien. Inga underarter finns listade i Catalogue of Life.